# Магрельо
Магрѐльо (на италиански: Magreglio; на ломбардски: Magrei, Магрей) е село и община в Северна Италия, провинция Комо, регион Ломбардия. Разположено е на 750 m надморска височина. Населението на общината е 662 души (към 2017 г.).